# 塩釜口駅
塩釜口駅（しおがまぐちえき）は、愛知県名古屋市天白区塩釜口一丁目にある、名古屋市営地下鉄鶴舞線の駅である。駅番号はT16。
近隣に名城大学天白キャンパスがある事から、駅案内板の駅名には名城大学前と付記されている。

## 歴史
- 1978年（昭和53年）10月1日：開業。
- 2000年（平成12年）9月11日：東海豪雨の影響により、線路が水没。

## 駅構造
島式ホーム1面2線を有する地下駅。改札口は1ヶ所で、出入口は3ヶ所。
曲線上の駅のため「ホームと電車の間には空いているところがありますから、ご乗車の時はご注意ください。」とアナウンスがある。また、列車入線時は両方向共に警笛が吹鳴される。
当駅は、鶴舞線駅務区八事管区駅が管轄している。

### のりば
| ホーム | 路線   | 行先                     |
| ------ | ------ | ------------------------ |
| 1      | 鶴舞線 | 赤池・豊田市方面         |
| 2      | 鶴舞線 | 伏見・上小田井・犬山方面 |

## 利用状況
名古屋市統計年鑑によると、当駅の一日平均乗車人員は以下の通り推移している。
- 2004年度 10,454人
- 2005年度 11,529人
- 2006年度 12,254人
- 2007年度 12,730人
- 2008年度 13,033人
- 2009年度 12,747人
- 2010年度 13,430人
- 2011年度 10,454人
- 2012年度 11,946人
- 2013年度 12,370人
- 2014年度 12,443人
- 2015年度 12,637人
- 2016年度 12,755人
- 2017年度 12,558人
- 2018年度 12,504人
- 2019年度 12,158人

## 駅周辺
天白区役所の最寄り駅だが、徒歩で20分弱かかる。
- 塩釜神社
- 天白渓下池公園
- 八事霊園
- 八事病院
- 名古屋銀行塩釜支店
- 洋食工房パセリ
- 名城大学天白キャンパス
  - 名古屋名城大学内郵便局
- 八事看護専門学校
- 名古屋市立御幸山中学校
- 名古屋市立八事東小学校
- 国道153号（飯田街道）
- 愛知県道56号名古屋岡崎線（飯田街道）
- 愛知県道59号名古屋中環状線
- 愛知県道220号阿野名古屋線
- 愛知県道221号岩崎名古屋線
- 植田川

## バス路線
名古屋市営バス「塩釜口」バス停（天白区内の他の地下鉄バスターミナルと違い、道路上にバス停がある）
- 植田12：地下鉄植田（右回り・右小回り・右内小回り） - 塩釜口 - 地下鉄植田（左回り・左小回り）
- 天白巡回：地下鉄植田（右回り） - 塩釜口 - 地下鉄植田（溝口経由）

## 隣の駅
名古屋市営地下鉄
 鶴舞線
八事駅 (T15) - 塩釜口駅 (T16) - 植田駅 (T17)